# 400
400 је била преступна година.

## Догађаји
- 9. јануар - Цар Арцадије даје својој жени Елија Евдоксија званични наслов Аугуста. Она је у стању да носи љубичасту одору и приказује се у римској валути.
- Антемије (префект), преторијански префект Истока, је послат у персијску престоницу, Ктесифон да честита новом краљу Издигерду I његово ступање на престо претходне године.
- Нереди у Цариграду; Цариградска велика палата је спаљена до темеља. Гаина, готски вођа, покушава да евакуише своје војнике из града, али 7.000 оружаних готих војника је заробљено и убијено по налогу цара Аркадија. Након масакра, Гина покушава да побегне преко Хелеспонта, а његова војска је поражена.
- Зима - Гина води преостале Готе назад у своју домовину преко Дунава. Тамо наилазе на Хуне који су их поразили. Хунски вођа Улдин шаље заробљеног Гинаа у Цариград, где га цар Аркадије рима као дипломатски поклон.
- Вергилијус Ватиканус, илуминирани рукопис који садржи фрагменте Виргилијеве Анеиде и Георгике, сачињен је у Риму.
- Патањали завршава своје дело Јога Сутра.
- Цаелије Аурелиан, римски лекар, објављује свој рад "Де Морбис Ацутис и Цхроницис", водич за акутне и хроничне болести.
- Хипатија, грчки филозоф, један од првих научника и постаје шеф неокотронистичке школе у Александрији.
- Галеријев Маузолеј у Солуну је реконструисан у хришћанску цркву.
- Епископи из Газе (Палаестина прима) стижу у Цариград да затраже о цара Арцадија да затвори Пагански храм Марнаса.

## Смрти
- Википедија:Непознат датум — Преподобни Марко Трачески - хришћански светитељ.
- Википедија:Непознат датум — Преподобни Теодор Трихина - хришћански светитељ.
- Википедија:Непознат датум — Преподобни Онуфрије Велики - хришћански светитељ.